# Халилов, Иса Ибрагим оглы
Иса Ибрагим оглы Халилов (1921, село Садахло, Борчалинский уезд, ССР Грузия — неизвестно, село Садахло, Марнеульский район, Грузинская ССР) — бригадир Садахлинского табаководческого совхоза Министерства сельского хозяйства СССР, Марнеульский район, Грузинская ССР. Герой Социалистического Труда (1966).

## Биография
Родился в 1921 году в крестьянской семье в селе Садахло Борчалинского уезда. После окончания местной сельской школы трудился в сельском хозяйстве до призыва в Красную Армию по мобилизации. Участвовал в Великой Отечественной войне. После демобилизации возвратился в родное село, где трудился бригадиром табаководческой бригады Садахлинского совхоза Марнеульского района. Труженики его бригады выращивала сорт табака «Трапезонд».
Бригада под его руководством ежегодно показывала высокие трудовые результаты в табаководстве. Досрочно выполнила коллективное социалистическое обязательство и плановые задания Семилетки (1959—1965). Указом Президиума Верховного Совета СССР от 2 апреля 1966 года удостоена звания Героя Социалистического Труда за «достигнутые успехи в развитии сельского хозяйства, промышленности и науки Грузинской ССР» с вручением ордена Ленина и золотой медали «Серп и Молот» (№ 10900).
После выхода на пенсию проживал в родном селе Садахло Марнеульского района. С 1977 года — персональный пенсионер союзного значения. Дата смерти не установлена (после марта 1985 года).
Награды
- Герой Социалистического Труда
- Орден Ленина
- Орден Отечественной войны 1 степени (11.03.1985)